# Vranić
 Ovo je glavno značenje pojma Vranić. Za druga značenja pogledajte Vranić (razdvojba).
Vranić je naselje u Republici Hrvatskoj u Požeško-slavonskoj županiji, u sastavu općine Brestovac.

## Zemljopis
Vranić je smješteni oko 16 km sjeverozapadno od Brestovca, na južnim obrnocima planine Gradine istočno od ceste Požega - Pakrac.

## Stanovništvo
Prema popisa stanovništva iz 2011. i 2001. godine Vranić nije imao stanovnika, dok je prema popisu stanovništva iz 1991. godine imao 23 stanovnika.
| broj stanovnika | 93    | 79    | 64    | 71    | 95    | 83    | 80    | 89    | 64    | 75    | 52    | 30    | 28    | 23    |       |       |       |
|                 | 1857. | 1869. | 1880. | 1890. | 1900. | 1910. | 1921. | 1931. | 1948. | 1953. | 1961. | 1971. | 1981. | 1991. | 2001. | 2011. | 2021. |